# 긴가 반조
긴가 반조(銀河万丈, 1948년 11월 12일 ~ )는 일본의 성우다. 아오니 프로덕션 소속. 배우자는 같은 소속인 타카시마 가라.

## 출연작품

### TV 애니메이션
1976년
- 자석로보트 (혼다 박사, 야마타이 국대신, 에반스 교수)
- 도카벤 (아타루 후미오)
- UFO로보 그랜다이져 (과학장관 즈릴) ※데뷔작

1977년
- 제트 마르스
- 초합체마술로보 깅가이저(나레이터, 준의 아버지, 스님, 아나운서, 수염박사 외)
- 무적초인 점보트3 (1977년 - 1978년, 신주, 선장, 전기기사, 대원초원, 야마다 <2대> 외)
- 야구광의 시(야구광씨, 타부치)
- 루팡 3세 (TV제2시리즈)(큰 남자)
- 혹성로보 단가드A (도플러 총통)

1978년
- 잇큐씨(키리노)
- 우주마신 다이겐고(마젤란 대제, 구터 박사)
- SF 서유기 스타징가(킹규마,달의 왕)
- 은하철도999 (수수께끼의 목소리 / 메텔의 아버지, 총통, 타토, 화이트)
- 보물섬
- 집 없는 소녀 펠리네(테오도르 외)
- 마법소녀 티클 (중학생 B, 긴타로, TV 디렉터, 잇페이, 오기)
- 무적강인 다이탄3(형사, 덩치 큰 남자, 말지기)
- 초원의 샬로트(테오도르 외)

1979년
- 원탁의 기사 이야기 타올라라 아서 (라비크)
- 기동전사 건담 (기렌 자비)
- 캡틴 퓨처
- 왕고래 호세피나(라파엘, 황새, 게스트 캐릭터)
- 아기곰 미샤(1979년~1980년 아빠)
- 사이보그 009 (1979년 - 1980년, 005 / 제로니모 주니어, 페일의 아버지, 비슈누)
- 잔바루잔 이야기
- 도라에몽 (TV 아사히판 제1기)(1979년 - 2003년, 사장, 남자, TV 내레이션, 총통, 말뚝잠 장군)
- 황당한 쥐 대활약(마이어 집안의 남편 쥐)
- 일본 명작 동화 시리즈(디오니스왕)

1980년
- 우주전사 발디오스 (1980년 - 1981년 대장 버드 국왕 마린의 아버지)
- 전설거신 이데온(다미드 페치)
- 마법소녀 라라벨(비스커스)
- 마테를링크의 파랑새: 틸틸과 미틸의 모험 여행(집사)
- 타올라라 아서 백마의 왕자 (라비크)

1981년
- 괴물군(투명인간)
- 가족 로빈슨 표류기 이상한 섬 플로네 (에드워드)
- 은하선풍 브라이거 (라스푸틴)
- 타이거 마스크 2세 (1981년 - 1982년 안토니오 이노키)
- 태양의 엄니 다그람 (티코비엔테)
- 철완 아톰 (제2작) (갤런)
- Dr. 슬럼프 아라레쨩 (1981년 - 1984년, 쥬베에, 아카네의 아버지, 텐구)
- 꾸러기 닌자 토리(로보마루)
- 하니하니의 멋진 모험(제로이모)
- 헬로! 샌디벨 (로렌스 에드워드)
- 명견 죠리(카루마뇨루)
- 메챳코 도타콘 (단 신노스케)
- 작은 아씨들(자매의 아버지)

1982년
- 장난꾸러기 신 이야기 코로코로포론 (포세이돈, 아르고스)
- 기갑함대 다이라가XV (맥처커)
- 은하열풍 박싱거 (게르바 조르바, 프랑코 코스타)
- 더 카보챠 와인 (텟킨)
- 소년 미야모토 무사시 장난꾸러기 이도류(아키야마 쿠쥬로)
- 전투메카 자붕글 (나레이터, 팀프 샤론, 팻맨 빅)
- 파타리로 (헌터 외)
- 후쿠짱(아라쿠마)
- 육신합체 갓마즈(유라)

1983년
- 기갑창세기 모스피다(조나단)
- 장갑기병 보톰즈 (내레이션, 장 폴 로치나)
- 스페이스 코브라
- 초시공세기 오거스(쟈비)
- 나나코SOS(닥터 이시카와)
- 만화 이솝이야기
- 만화 일본사 (사카가미 타무라마로, 도하레 켄, 시바에 칸, 야마오카 테쓰후네, 다케다 노부토라 외)
- 미미의 컴퓨터 여행(가츠타 유우, 대통령)
- 미유키

1984년
- 기갑계 가리안(평의회 의원)
- Gu-Gu 간모
- 광속전신 알베가스(방위장관)
- 중전기 엘가임(머프 맥토민)
- 성총사 비스마르크 (자틀러)
- 소우야 이야기(스스무, 츠지 갑판장, 코우어마루 선장, 야마다, 무토 대위)
- 초시공기단 서던크로스(조르주 설리반)
- 비디오전사 레자리온 (함장 루돌프)
- 북두의 권 (1984년 - 1987년, 나레이션 <초대>, 사우더, 부조리 외) - 2시리즈
- 루팡 3세 (밴버스커크)
- GALACTIC PATROL 렌즈맨(밴버스커크)

1985년
- 게게게의 기타로 (제3작)(1985년 - 1988년, 와뉴도、사매、모쿠모쿠렌、데노메、드라큘라 외）
- 콤포라 키드 (神竜教頭)
- 삼국지 (니혼TV)(1985년 - 1986년 허저, 하후연) - 2시리즈
- 소공녀 세라 (랠프 크루)
- 터치(1985년~2001년, 하라다 쇼헤이) 1시리즈 + 특별편 2작품
- 초수기신 단쿠가 (아렌)
- 하이스텝 쥰(오오하타 선생님)

1986년
- 애소녀 폴리아나 이야기 (존 펜델턴)
- 우주선 사지타리우스(건레, 프랑켄[, 01)
- 명견 실버 (리키)
- 근육맨 (라면맨, 지라이야)
- 세인트 세이야(1986년 - 1987년, 카시오스, 장고 외)
- 드래곤볼 (애니메이션)(1986년 - 1988년, 꺽다리, 길란, 실버대령, 보라)
- 프로골퍼 사루(샘 포드)
- 보스코 어드벤처(푸드맨)
- 로보탄

1987년
- 80일간의 세계일주 (애니메이션) (윌리 포그)
- 에스퍼 마미 (1987년 - 1989년, 내레이터, 유타로의 아버지, 하기와라)
- 가면의 닌자 아카카게(카를로스 야차왕)
- 시티 헌터(하루카와, 쿠로와다)
- 신 메이플 타운 이야기 팜 타운 편 (네콤다 형사, 램프의 사나이)
- 트랜스포머 더 헤드마스터즈 (메가자락)
- 하이스쿨 기면조 (로쿠죠 카즈마)
- 뿅뿅요정 하니 (아날로그 사탄, 줄리덴 왕)
- 미스터 아짓코

1988년
- 키테레츠 대백과（1988년 - 1989년、ちょろ吉、三太夫、ガルタス）
- 돌격 남자훈련소 (J)
- 초음전사 보그맨 (길버트 메쉬)
- 하는 김에 얼치기(도고 쥬조 <2대>)
- 트랜스포머 초신 마스터포스(블랙 더랙)
- 비밀의 아코짱 (아코의 아버지)
- 빅쿠리맨（くじら大帝、ヘラクライスト、聖梵ミロク）

1989년
- 맛의 달인
- 왕괴짜 돈만이 (오보 카메미츠)
- 밀림의 왕자 레오 (타나)
- 정글북: 소년 모글리(발루)
- 그림명작극장(한스)
- 신 빅쿠리맨（くじら大帝, ヘラクライスト, 聖梵ミロク）
- 트랜스포머 빅토리 (클리프의 아빠)
- 드래곤볼 Z (모아이, 보라 (초대), 베지터왕 (초대))
- 피터팬의 모험(피카니족의 수장)

1990년
- 친푸이(누보)
- 드래곤볼Z 단 한 명의 최종 결선~프리져에 도전한 Z전사 손오공의 아버지~(토오로)
- 피그마리오(아가나드)
- 매지컬 타루루토군(복싱 트레이너)
- 마동왕 그랑죠트 (거인)
- RPG전설 헤포이 (ガンコン像)

1991년
- 긴급발진 세이버키즈 (릭, 닐)
- 드래곤 퀘스트 다이의 대모험 (크로코다인)
- 트랩일가 이야기 (게슈타포 간부)
- 신비한 바다의 나디아 (우주인)
- 타올라라! 톱 스트라이커 (로브슨)

1992년
- 대초원의 작은 천사 부시베이비 (로버트 소령)

1993년
- 검용전설 야이바 (오닉)
- 즐거운 윌로 타운 (나레이터)
- 루팡 3세 루팡 암살지령 (블러드)

1994년
- 허클베리 핀의 이야기 (왕)
- 루팡 3세 불타라 참철검 (츠게노 겐사이)

1995년
- 스트리트 파이터II V (사가트)
- 폭렬헌터 (자하 토르테, 나레이션)

1996년
- 쾌걸 조로 (사바트)
- 간바리스트! 준 (리군단)
- 날아라! 호빵맨 (1996년 - 2019년 바람꽁꽁 <대역→2대>))
- 크레용 신짱 (1996년 - 1999년 개굴왕, 완자집 주인, 마리의 아버지)
- 천공의 에스카플로네 (아델포스 게인)
- 용자 라이딘 (웬디고)

1997년
- 김전일 소년의 사건부 (1996년 - 1997년, 미나미야마 순조, 쿠모마 신지)
- 데즈카 오사무의 구약성서 이야기 （家長）
- 마하 고고고 (하이맨)

1998년
- EAT-MAN98 (샤리프 상원의원)
- 비밀의 아코짱 (안토니오 바바)
- 마스터 키튼 (레온 하니하)
- 명탐정 코난 (1998년 - 2004년, 니이쿠라 츠네아키, 후지마키 마나부)
- 유희왕（豪遊）

1999년
- 카우보이 비밥 （東風）
- 마스터 모스키튼 99 (프랭키 네거)
- BLUE GENDER (다이스 퀘이드)
- ONE PIECE (1999년, 모건, スィータ, 리쿠 드루드 3세)

2000년
- 슈퍼 사이보그 네로
- 타임보칸 2000 괴도 키라메키맨

2001년
- 반드레드 (코코페리)
- 느와르 (블레폴)
- 별의 커비 (나이트메어, 커스터머 서비스)
- 미래전사 런딤 (야기하라 소이치)

2002년
- 건방진 천사 (아마츠카 케이카)

2003년
- 아스트로보이 철완아톰 (타와세 경감)

2004년
- F-ZERO 팔콘전설 (블러드 팔콘)
- 음양대전기 (내레이션, 미카즈치, 적동의 이츠무)
- 돌격 크로마티 고교 (내레이션)
- 뷰티풀 죠 (2004년-2005년 캡틴 블루전능킹 블루, 가짜 캡틴 블루)
- MONSTER (로소)
- 유고~교섭인 (아리)

2005년
- 우에키의 법칙 (하론)
- 건 X 소드 (나레이터)
- 갤러리 페이크 (마루야마 교수)
- 교향시편 유레카 세븐 (그렉 베어 이건)
- 신석 사나다 10용사 (고토 모토쓰구)
- 메르헤븐 (밥보)

2006년
- 에르고 프록시 (정보국 국장)
- 009-1 (팬텀)
- 블랙 라군 (벨로키오) - 2시리즈
- 바텐더 (미네기시 류이치)
- 와·와·와 왓피짱 (이야기)

2007년
- 수신연무 (경량)
- 슈가 바니즈 (디야, 카트리느)
- 델토라 퀘스트 (그림자의 대왕)
- 뱀부 블레이드 (나레이션)

2008년
- 흑집사 (다미아노)
- 흑총 -KUROZUKA-（車僧）
- 고르고13 (2008년 - 2009년 사빈 형 스파르타카스)
- 지옥소녀 (다카스기 노리히사)
- 스케어크로우맨 (어네스트)
- 묘지의 키타로 (에레키 테라시)
- 절대 가련 칠드런 (가모츠 박사)
- 마하 걸 (맥스트롱)
- 루팡 3세 sweet lost night~마법의 램프는 악몽의 예감~ (가릭대령)

2009년
- 키디 걸랜드
- 은혼 (2009년-2017년, 야왕 호우센)
- 강각의 레기오스 (류호 가쥬)
- 성검의 블랙스미스 (나레이션)
- 우주를 달리는 소녀 (네르발, 이사장)
- 철완 버디 DECODE (아그라즈메)
- 파꽃의 아사타로 （くじら瓜のまんきち）
- 판도라 하츠 (경비대장, 대장)

2010년
- FAIRY TAIL (쥬드 하트필리아)
- 메탈파이트 베이블레이드 (대통령)

2011년
- 개구리 중사 케로로 (최고사령관)
- 더블 제이 (토바 이치로의 아버지, 나레이션)
- Dororon 엔마군 메라메라 （寒天狗）
- 토리코 (2011년 - 2012년, 여작, 바이던)
- 일상 (나레이션)

2013년
- 쿄소기가 (나레이션)
- 하야테처럼! (아마겟돈)
- 마오유우 마왕용사 (노궁병 <집사> )
- 라인 타운 (문 아버지)

2014년
- 카드파이트!! 뱅가드 (2014년 - 2015년 G4 유닛, 수수께끼의 목소리)
- 금색의 코르다3 (도가네 겐이치)
- 스페이스 댄디 (페리 제독)
- 디스크 워즈: 어벤저스 (매그니토)
- 디-프래그! (나레이션)
- HUNTER×HUNTER (제2작) (아이작 네테로)
- 히어로 뱅크 （銭念）
- 모모큔 소드 (쟈키오)

2015년
- 괴도 조커 (제이슨 소장)
- 혈계전선 (2015년-2017년, 길베르트 F 알트슈타인)
- 식극의 소마 (나키리 센자에몬, 나레이션)
- 죠죠의 기묘한 모험 (다니엘 J. 다비)
- 이상한 소메라쨩 (장군)
- 북두의 권 딸기맛 (사우더)

2016년
- 조커 게임 (헤르만 볼프 대령)
- 하이큐!! 세컨드 시즌 (수수께끼의 지도자)

2017년
- ONE PIECE ~ 루피와 네 동료들의 대모험!!~ (모건)
- 마법진 구루구루 (마왕 기리)

2018년
- 팝 팀 에픽 (2018년 - 2021년 피피미 <제11화 B파트 / 재방송 리믹스판 제8화 B파트> )
- 게게게의 키타로 (제6작) (2018년 - 2019년, 무명)
- 바키 (드리안)
- 조이드 와일드 (2018년 - 2019년, 나레이션)

2020년
- 리스너즈 LISTENERS (로버트)

2021년
- NIGHT HEAD 2041（미쿠리야 쿄지로）

### 극장판 애니메이션
2024년
- 명탐정 코난: 100만 달러의 오릉성 (브라이언 D 카도쿠라)

### 게임
1989년
- 이스 I·II(덤, 나레이션)
- 천외마경 ZIRIA(신겐, 에도의 쇼군)
- 레드 얼럿(가르시아 박사)

1990년
- 어벤져(나레이션)
- 슈퍼 앨버트로스 (우라노 에이조)
- 란마 1/2 (PC 엔진판) (샴푸 아버지)

1991년
- 이스III(갈바란, 내레이션 PC엔진판)
- 에펠라 앤 질리올라 디 엠블럼 프롬 다크네스 (셀디온 남작, 마계의 마왕)
- 드래곤 슬레이어 영웅 전설 (PC 엔진판) (내레이션, 어그니저)
- 매지컬 사우루스 투어(나레이션)
- 레이디 팬텀(엘리오치)

1992년
- 서크 I·II(웨이비스 국왕)
- 스타 패러저(나레이션 외)
- 천외마경II 만마경(기바왕, 저승사자장군, 독침법사, 백관환, 대령원여언)
- 정령신세기 페이 에리어 (나레이션)
- 드래곤 슬레이어 영웅 전설 II (PC 엔진판) (테크니카 마스터, 내레이션)
- 드래곤 나이트 II (PC 엔진판) (번)
- BABEL(헨켈, 뒤노클레스 교황)

1993년
- 푸른늑대와 흰암탉·원조비사(메가CD판 및 PS판)(오르도 화면의 국왕의 음성)
- 아네트 다시 (버지리스)
- 이스 IV The Dawn of Ys (덤, 말하는 돌)
- 베인 드림II(칼 백작)
- 성마전설 3×3E YES (스티브 용)
- 랑그릿사~광휘의 후예~(볼코프 내레이터)

1994년
- 서크 III(서크 소드)
- 철권(잭, 프로토타입 잭, 간류, 미시마 헤이하치)
- 드래곤 나이트 III (PC 엔진판) (번)
- 프린세스 미네르바(PC 엔진판)(나레이션, 휘슬러 국왕)

1995년
- SPACE GRIFFON VF-9 (라우첸)
- 스타 크루저 2 (오프닝 내레이션 <FM-TOWNS / PC-9821판>)
- 철권2(잭-2, 프로토타입 잭)
- 지지마! 마검도2 (마켄포)

1996년
- 애자일 워리어(사령)
- 기동전사 건담 ver. 2.0 (기렌 자비)
- 스트리트 파이터 EX (크래커 잭)
- 페이더 리메이크 ~엠블럼 오브 저스티스~ (코발트 액셀러레이세스)
- 마지쿠루

1997년
- 그랑스트림 전기(내레이터)
- 사이버봇츠(강철산, Dr. 슈타인)
- 슈퍼로봇대전 F (머프 맥토민)
- 스트리트 파이터 EX plus (크래커 잭)
- 스펙트럴 포스(자네스, 가이잔)
- 토발2 (닥터V)
- 드래곤 마스터 실크(마신 고도)
- 넥스트킹 사랑의 천년왕국 (셀리악)
- 페이더2(내레이션, 브래들리)

1998년
- SD 건담 GGENERATION(1998년 - 2016년, 기렌 자비, 《오리지널》 내레이션 <GENESIS>) - 12작품
- 기동전사 건담 길렌의 야망 (기렌 자비)
- 슈퍼로봇대전 F완결편 (기렌 자비, 다미드 페치, 마흐막토민)
- 스트리트 파이터 EX2 (크래커 잭)
- 장갑 기병 보텀 우드 쿠멘 편 (로치나)
- 소울칼리버(아스타로스)
- 무지개색 트윙클 ~ 빙글빙글 대작전~ (오키)
- 조종사가 되자! (마크 윌리엄스 교관)
- 봄버맨워즈(봄버킹, 봄버자이언트, 봄버 무사시, 봄버 패러딘, 파이어 봄버)
- 봄버맨 월드(파이어 봄버)
- METAL GEAR SOLID (맥도넬 밀러, 리퀴드 스네이크)

1999년
- 코브라 갤럭시 나이츠 (노예 상인 자르)
- 슈퍼 로봇 대전 컴플리트 박스 (기렌 자비)
- 스트리트 파이터 EX2 PLUS (크래커 잭)
- 철권 태그 토너먼트(프로토타입 잭)
- 라멘바시(코토부키슈조)

2000년
- 기동전사 건담 길렌의 야망 지온의 족보 (기렌 자비)
- 선라이즈 영웅담 R(기렌 자비)
- 슈퍼로봇대전α (기렌 자비)
- 스트리트 파이터 EX3 (잭)
- DEAD OR ALIVE 2 (DC판) (바이맨)
- 북두의 주먹 세기말 구세주 전설 (사우더)
- 면허를 취득하자(요다 마스미)

2001년
- 슈퍼로봇대전α for Dreamcast (기렌 자비)
- 슈퍼로봇대전α외전 (팀프 샤론, 팻맨 빅)
- 파일럿이 되자! 2 (마크 윌리엄스 교관)
- 마츠모토 레이지 999~Story of Galaxy Express 999~(내레이터)
- METAL GEAR SOLID 2 SONS OF LIBERTY(리퀴드 스네이크)
- ONE PIECE 튀어나와요 해적단! (모건)

2002년
- 기동전사 건담 길렌의 야망 지온 독립전쟁기 (기렌 자비)
- 킹덤 하츠(클레이턴)
- 삼국지전기(조조)
- 슈퍼로봇대전IMPACT (과학장관즈릴, 커맨더 네로스)
- 스타워즈 로그 스코드론 II (다스 베이더)
- DEAD OR ALIVE 3 (바이맨)

2003년
- 기동전사 건담 해후 우주 (기렌 자비)
- 사몬나이트3 (겐지)
- 스타워즈 로그 스코드론 III (다스 베이더)

2004년
- 우주전함 야마토 이스칸다르를 향한 추억 (성총통 스컬더트)
- 간그레이브 O.D. (젤 콘돌브레이브)
- 슈퍼 로봇 대전 MX (과학 장관 즈릴)
- 슈퍼로봇대전GC(기렌 자비, 마흐 막토민)
- DIGITAL DEVIL SAGA 아바타르 튜너 (바론 오메가, 벡 대령 <테렌스 E. 벡>)
- DEAD OR ALIVE ULTIMATE(바이맨)
- NINJA GAIDEN(무라이)
- METAL GEAR SOLID 3 SNAKE EATER （제로 소령）

2005년
- 우주 전함 야마토 암흑 성단 제국의 역습 (글로타스)
- 우주 전함 야마토 이중 은하의 붕괴 (성총통 스카르다트)
- 울트라맨 Fighting Evolution Rebirth(내레이터)
- 에버퀘스트2 일본어판 (튜토리얼 내레이터)
- 사키가케!!남숙(J)
- 섀도우하츠 프롬 더 뉴월드 (프랭크 골드핑거)
- 섀도우 더 헤지호그(GUN의 사령관)
- 슈퍼 로봇 대전 MX 포터블 (과학 장관 즈릴)
- 제3차 슈퍼로봇대전α 종언의 은하로 (다미드 페치)
- DIGITAL DEVIL SAGA 아바타르 튜너 2 (바론 오메가, 벡 대령 <테렌스 E. 벡>)
- DEAD OR ALIVE 4 (바이맨)
- FRONT MISSION 5 Scars of the War (모건 베르나르도)
- 북두의 권(사우더)

2006년
- 알토네리코 세상의 끝에서 계속 노래하는 소녀 (레아드 바르셀트)
- 에이스 컴뱃 제로 더 벨칸 워(우스티오 공군 AWACS 이글 아이오퍼레이터)
- 슈퍼로봇대전 XO(기렌 자비, 마흐 막토민)
- 다주 오브 케르베로스 파이널 판타지 VII (리브 투에스티)
- 다주 오브 케르베로스 로스트 에피소드 파이널 판타지 VII(리브 투에스티)
- 천외마경 ZIRIA~아득한 지팡구~(신겐)
- 모두 함께 단련하는 전뇌 트레이닝(번즈 중사)
- METAL GEAR SOLID BANDEE DESSINEE (마쿠도넬 밀러, 리퀴드 스네이크)
- METAL GEAR SOLID PORTABLE OPS （제로 소령）

2007년
- 알토네리코2 세계를 울리는 소녀들의 창조시 (닥터 라우드네스)
- 드래곤볼Z 스파킹! 메테오(베지터왕)
- 백수대전 애니멀 카이저(내레이션)
- 파이널 판타지 IV(DS판) (후스야, 크루야)
- 북두의 권 ~심판의 쌍창성 권호열전~ (사우더)
- METAL GEAR SOLID PORTABLE OPS + (제로 소령)
- 록맨젝스 어드벤트 (바이프로스트 더 클로로이드, 울프)

2008년
- 기동전사 건담 길렌의 야망 액시즈의 위협 (기렌 자비)
- 슈퍼 로봇 대전 A PORTABLE (과학 장관 즈릴)
- 슈퍼로봇대전Z (팀프 샤론, 팻맨 빅, 재비)
- 드래곤볼DS(기란)
- 판타시스타 ZERO(다이론)
- METAL GEAR SOLID 4 GUNS OF PATRIOTS (리퀴드 오셀롯)
- 럭스-PAIN 럭스페인(에드워드 스타이너)
- WORLD DESTRUCTION 인도받은 의사 (창수왕)

2009년
- 기동전사 건담 길렌의 야망 액시즈의 위협 V (기렌 자비)
- 드래곤볼 천하 일대모험 (실버대령 보라)
- 무한항로(발란타인)

2010년
- 알토네리코 3 세계 종언의 인철은 소녀의 시가 연주한다 (나레이터)
- 이스 - 페르가나의 맹세 - (갈바랑, 나레이션 PlayStation Portable판)
- 에스토폴리스(디오스)
- 기동전사 건담 익스트림 버서스 (기렌 자비)
- 캐슬 바니아 반지의 제왕 (코넬)
- 전장의 발큐리아 2 갈리아 왕립사관학교 (길베르트 가세나르)
- 드래곤볼 DS2 돌격! 레드리본군 (실버 대령, 보라)
- HEAVY RAIN 마음의 삐걱거릴 때 (스콧 쉘비)
- 라스트랭커(제브릴라)

2011년
- 기동전사 건담 온라인(기렌)
- 세인트 세이야 전기 (카시오스)
- 제2차 슈퍼로봇대전Z 파계편 (팻맨 빅, 팀프 샤론)
- 테일즈 오브 엑실리아 (디락 마티스)
- DEAD OR ALIVE Dimensions (바이맨)
- 마인과 잃어버린 왕국 (마인)
- ONE PIECE 원피 베리 매치 IC (모건)

2012년
- 슈퍼로봇대전 OG 서거 마장기신 II REVELATION OF EVIL GOD (브래드로이 잔 베리파이트)
- 제2차 슈퍼 로봇 대전Z 재세편 (팻맨 빅, 팀프 샤론)
- DEAD OR ALIVE 5 (바이맨)
- 테일즈 오브 엑실리아2 (디락 마티스)
- 데빌 서머너 서울 해커즈 (빅터)
- DEMONS' SCORE (사탄 [88])
- 드래곤볼 히어로즈 (2012년 - , 아몬드) - 5작품
- 바이오하자드 리베레이션스(모건랜즈딜)
- 마법소녀 마도카☆마키카 포터블(쿄코의 아버지)
- 원피스 ROMANCE DAWN 모험의 새벽 (모건)

2013년
- 운명의 동굴 THE CAVE (동굴의지)
- 월영학원 - kou-
- 슈퍼로봇대전 Operation Extend(기렌 자비)
- 슈퍼로봇대전UX(가란)
- DEAD OR ALIVE 5 ULTIMATE (바이맨)
- 토리코 글루 메가 배틀! (요사쿠)

2014년
- 금색의 코르다3 AnotherSky feat. 진난 (히가시킨 겐이치)
- 짱구는 못말려 폭풍우를 부르는 카스카베 영화 스타즈! (아세 덕 다크)
- 사키가케!!남숙 ~일본이여, 이것이 남자다!~(J)
- JK 뱀파이어~운명의 페스타~(자이밧)
- 히어로 뱅크(전념)
- 히어로 뱅크 2(전념)
- 판타시 스타 노바 (매그너스)

ONE PIECE 원피스 킹스(모건)
2015년
- DEAD OR ALIVE 5 LAST ROUND (바이맨)
- 드래곤 퀘스트 히어로즈 암룡과 세계수의 성 (딜크)
- 원피스 해적무쌍3 (모건)
- 영웅전설 하늘의 궤적 FC Evolution (도른)
- 케이오스 드래곤 혼돈 전쟁 (게르반 1세)
- 전쟁의 해적 (발포아)
- METAL GEAR SOLID V : THE PHANTOM PAIN （제로）
- 세인트 세이야 솔저스 소울 (카시오스)
- 조조의 기묘한 모험 아이즈 오브 헤븐 (다니엘 J. 더비)
- 그랑블루 판타지 (2015년 - 2021년 옥토)

2016년
- 흰고양이 프로젝트 (아이작=네테로)
- 드래곤 퀘스트 히어로즈II 쌍둥이 왕과 예언의 끝 (딜크)

2017년
- 파이어 엠블럼 Echoes 또 다른 영웅왕 (도마, 내레이터)
- 판타시스타 온라인2(슈레거=베른)

2018년
- 은혼난무(봉선)

2019년
- HUNTER×HUNTER 그리드 어드벤처 (아이작=네테로)
- 파이어 엠블럼 히어로즈 (도마)
- DEAD OR ALIVE 6 (바이맨[105])
- 슈퍼 드래곤볼 히어로즈 월드 미션(아몬드)
  1. 나침반 [전투섭리해석시스템] (토마스)
- 슈퍼커비 헌터스(어나더 나이트메어)
- 블레이드 엑스로드(엔드[106])
- 몬스터 스트라이크(네테로 회장)
- 조조의 기묘한 모험 라스트 서바이버 (다니엘 J. 더비)

2020년
- 드래곤 퀘스트 라이벌스(지옥의 제왕 에스타크)
- 파이널 판타지 VII 리메이크 (리브 투에스티)
- 조조의 피타파타팝(다니엘 J. 더비)
- 도쿄 방과후 사모너스(이차무나)

2021년
- D_ CIDE TRAUMEREI(다이네야 슈지)
- 슈퍼로봇대전 30 (머프 맥토민)

### 영화
- 《우주쇼에 어서오세요》 (2010)
- 《짱구는 못말려 극장판: 신혼여행 허리케인 ~사라진 아빠~》 (2010) - 그레이트 피겔 역 (목소리)
- 《극장판 SPY×FAMILY CODE: White》 (2023) - 스나이더 역 (목소리)